# Province d'Elqui
La province d'Elqui est située dans la région de Coquimbo au Chili.

## Communes
La province de Elqui est divisée en 6 communes.

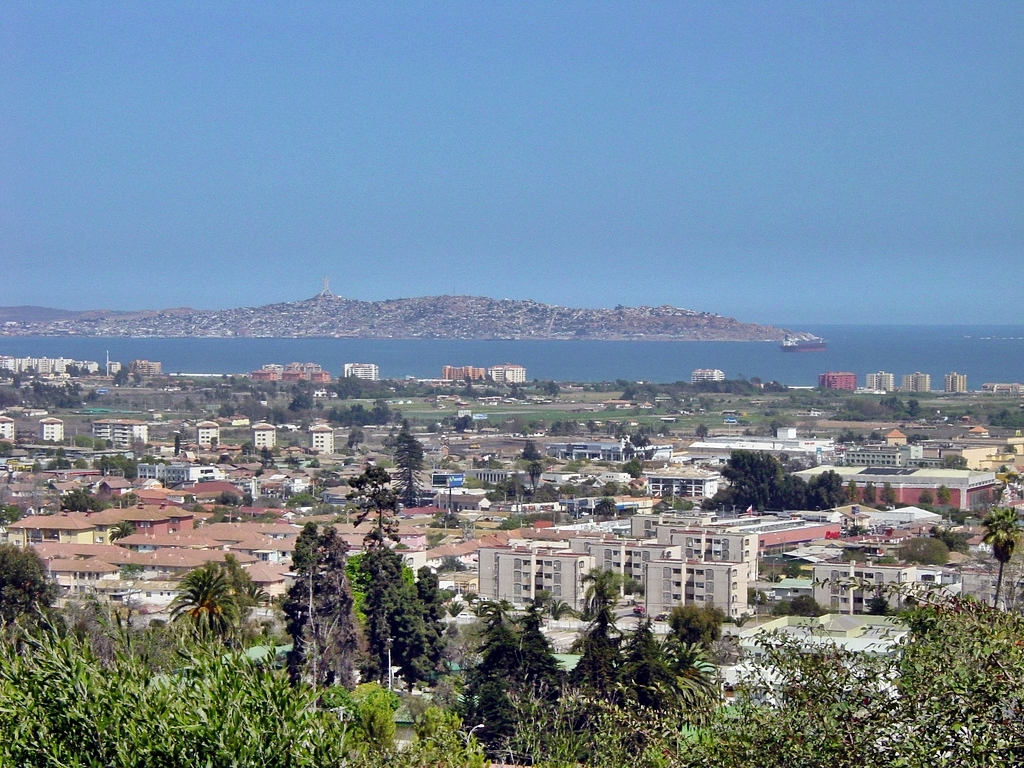
Conurbation La Serena-Coquimbo.

### La Higuera
La Higuera est limitée à l'ouest par l'océan Pacifique, à l'est par l'Argentine et au sud par les communes de Vicuña et La Serena.
Sa superficie est de 4 158,2 km2, sa population en 2002 était de 3 721 habitants. Deux tiers de la population vit en milieu rural.

### Vicuña
Vicuña est limitée à l'ouest par la commune de La Higuera, La Serena et Andacollo, à l'est par l'Argentine et au sud par les communes de Paihuano et Rio Hurtado.
Sa superficie est de 7 609,8 km2, sa population en 2002 était de 24 010 hab. C'est une commune principalement rurale et montagneuse.

### La Serena
La Serena est ville et commune en même temps. C'est la capitale de la province de Elqui dans la région de Coquimbo.
Elle est située entre l'océan Pacifique, la commune de la Higuera, la commune de Vicuña et les communes de Coquimbo et d'Andacollo. Sa superficie est de 1 892 km2 et sa population en 2002 était de 160 148 hab.
Cette ville a comme principal attrait son architecture coloniale très bien conservée ainsi que son bord de mer qui dispose d'un capacité hôtelière parmi les plus importantes du pays. Elle est, avec Iquique, Viña del Mar et Pucón l'un des quatre centres de vacances les plus visités en été.
La Serena est également l'une des plus anciennes villes du Chili fondée par les Espagnols au XVIe siècle.

### Paihuano
À 107 kilomètres de La Serena, dans la vallée de l'Elqui, se trouve la localité de Montegrande. Située dans la commune de Paihuano, elle a 400 habitants. C'est dans ce village que la fameuse  poète Gabriela Mistral, Prix Nobel de littérature, a passé une partie de son enfance, et y a été professeur. C'est aussi là qu'elle est enterrée.

### Coquimbo
Coquimbo est limité à l'ouest par l'océan Pacifique, au nord par la commune de La Serena, à l'est par la commune de Andacollo et au sud par la commune de Ovalle. Coquimbo est également la capitale de la région. C'est un port de moyenne importance, situé sur un cap en face de la ville de La Serena. C'est une ville qui est de par son histoire et situation géographique moins avantagée que sa voisine riche et touristique. 
Sa superficie est de 1 429,3 km2, sa population en 2002 était de 163 036 habitants, vivants en majorité dans des zones urbaines.

### Andacollo
Andacollo est limitée é l'ouest par la commune de Coquimbo, au nord par la commune de La Serena, à l'est par les communes de Vicuña et Rio Hurtado et au sud par la commune de Ovalle.
Sa superficie est de 310,3 km2, sa population en 2002 était de 10 288 habitants. C'est la seule commune de cette province qui a vu sa population diminuée à la différence des autres, dont La Serena qui s'est elle, agrandie d'un tiers en 10 ans. 